# Омомииды
Омомисовые, или омомииды (лат. Omomyidae) — вымершее семейство ранних приматов, живших в эпоху эоцена. Ископаемых омомиидов находят в Северной Америке, Европе, Азии и Африке, что делает эту группу одной из двух групп эоценовых приматов, распространённых по всей Голарктике (другая группа — адапиформы). Ранние представители омомиидов и адапидов появляются в начале эоцена (59 млн лет назад) и считаются одними из самых первых представителей приматов.

## Описание

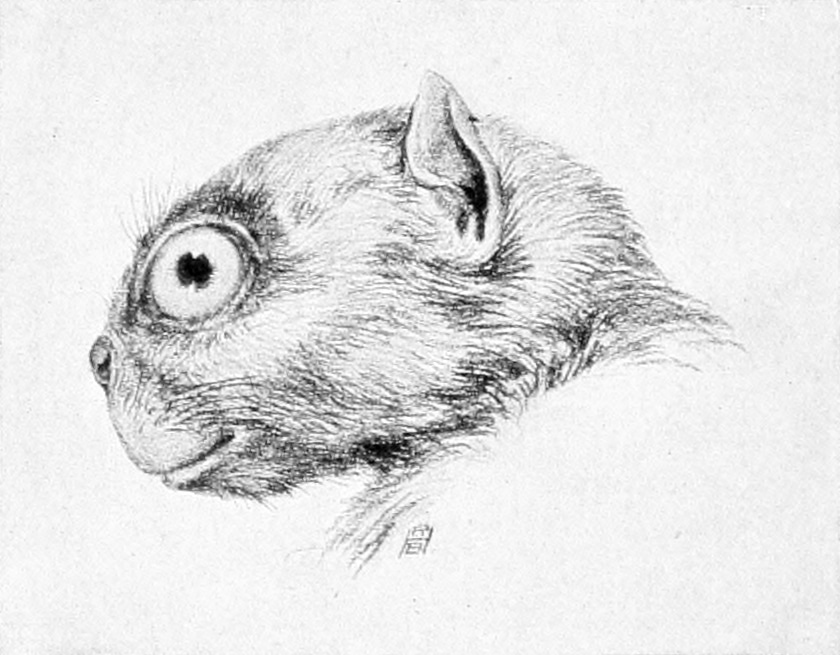
Tetonius homunculus

Омомииды характеризовались большими глазницами, укороченной мордой, потерей передних премоляров, коренными зубами, приспособленными для поедания насекомых и фруктов, и относительно небольшими размерами (до 500 грамм). Однако к концу эоцена некоторые североамериканские омомииды по массе превышали 1000 грамм. Крупнейшими омомидами являлись Macrotarsius и Ourayia, оба достигали массы 1,5—2 килограмма. Большие глаза таких видов как Tetonius, Shoshonius, Necrolemur и Microchoerus указывают на ночной образ жизни. По крайней мере один вид омомиид из позднего эоцена, Rooneyia, обладал небольшими глазами и был, по-видимому, дневным животным.
Подобно современным приматам, у омомиидов были руки, приспособленные для хватания, и ноги с ногтями вместо когтей. Строение скелета говорит о том, что большую часть жизни они проводили на деревьях. Некоторые из них, например Necrolemur, хорошо прыгали. Другие, такие как Omomys, вели более спокойный образ жизни, наподобие современных мышиных лемуров.

## Классификация
Попытки связать омомиидов с современными группами сопряжены с определёнными сложностями, поскольку их скелеты не имеют ряд прогрессивных анатомических черт, присущих другим сухоносым. Состав группы:
- Ekgmowechashala (возможно, адапиформ)
- Altanius
- Altiatlasius
- Kohatius
- Подсемейство Anaptomorphinae
  - Триба Trogolemurini
    - Trogolemur
    - Sphacorhysis

  - Триба Anaptomorphini
    - Arapahovius
    - Tatmanius
    - Teilhardina
    - Anemorhysis
    - Chlororhysis
    - Tetonius
    - Pseudotetonius
    - Absarokius
    - Anaptomorphus
    - Aycrossia
    - Strigorhysis
    - Mckennamorphus
    - Gazinius
- Подсемейство Microchoerinae
  -     - Indusomys
    - Nannopithex
    - Pseudoloris
    - Necrolemur
    - Microchoerus
- Подсемейство Omomyinae
  -     - Huerfanius
    - Mytonius
    - Palaeacodon

  - Триба Rooneyini
    - Rooneyia

  - Триба Steiniini
    - Steinius

  - Триба Uintaniini
    - Jemezius
    - Uintanius

  - Триба Hemiacodontini
    - Hemiacodon

  - Триба Omomyini
    - Chumachius
    - Omomys

  - Триба Microtarsiini
    - Yaquius
    - Macrotarsius

  - Триба Washakiini
    - Loveina
    - Shoshonius
    - Washakius
    - Dyseolemur

  - Триба Utahiini
    - Asiomomys
    - Utahia
    - Stockia
    - Chipataia
    - Ourayia
    - Wyomomys
    - Ageitodendron
- incertae sedis
  -     - Vastanomys[4][5]